# Święty Michał pokonuje szatana
Święty Michał pokonuje szatana (również Święty Michał walczący z szatanem) – obraz Rafaela namalowany w 1518 roku. Znajduje się w Luwrze w Paryżu.
Obraz został namalowany pod koniec życia Rafaela i przeznaczony był dla króla Francji Franciszka I, któremu przekazał go papież Leon X jako prezent polityczny (wcześniej książę Urbino Lorenzo Medici ofiarował francuskiemu królowi inny obraz Rafaela – Świętą Rodzinę Franciszka I).
Obraz przedstawia archanioła Michała lśniącego złotym blaskiem. W tle Rafael ukazał pejzaż, którego niepokojący klimat odpowiada tematowi obrazu.